# Quinto Junio Calamo
Quinto Junio Cálamo (en latín, Quintus Iunius Calamus) fue un senador romano del siglo II, que desarrolló su carrera política bajo los imperios de Adriano y Antonino Pío.

## Carrera
Su único cargo conocido fue el de cónsul sufecto durante el nundinum de julio a diciembre del año 143, bajo Antonino Pío.